# Панамски канал
Панамски канал (шп. Canal de Panamá) ископан је у периоду од 1883. до 1914. Дуг је 82 km и простире се кроз Панамски земљоуз, повезујући Атлантски и Тихи океан. Панамски канал, као најкраћи морски пут између Тихог и Атлантског океана, прокопан је на панамској превлаци у Средњој Америци. Због кривудавог облика Панаме, Атлантски океан је на северној, а Тихи океан на јужној страни канала, што је супротно од уобичајене оријентације ових океана према Америчком континенту. На најужем месту је широк 91,5 m, а на најширем 350 m. Дубина износи 13,7 m. Уз Суецки канал представља једну од најважнијих поморских артерија света. Један од највећих и најтежих грађевинских пројеката икада изведених, имао је огроман утицај на поморски саобраћај између два океана.
Канал просеца кроз Панамски земљоуз и поспешује поморску трговину. Каналске капије се налазе на оба краја ради подизања бродова до нивоа Гатун језера, једног вештачког језера креираног ради редуковања количине ископавања неопходних за изградњу канала, 26 m (85 ft) изнад нивоа мора, и затим спуштања бродова на другом крају. Оригиналне капије су биле 34 m (110 ft) широке. Треће, шире траке капија је биле конструисане између септембра 2007. и маја 2016. године. Проширени канал је започео комерцијалне операције 26. јуна 2016. године. Нове капије омогућавају транзит већих, пост-панамакс бродова, који имају капацитет преноса знатно веће количине терета.
Француска је почела рад на каналу 1881, али су радови обустављени због инжењерских проблема и високе стопе морталитета радника. Сједињене Државе су преузеле пројекат 1904. године и канал је био отворен 15. августа 1914. године. Изградња овог канала се сматра једним од најтежих инжењерских пројеката икада предузетих. Панамски канал представља пречицу која је значајно скратила време путовања бродова између Атлантског и Тихог океана, омогућавајући им да избегну дуготрајне, опасне руте око Рта Хорна, најјужнијег дела Јужне Америке, кроз Дрејков пролаз или Магеланов мореуз.
Колумбија, Француска, и касније Сједињене Државе контролисале су територију око канала током конструкција. САД су наставиле да контролишу канал и околну зону Панамског канала док Торихос-Картеров уговор из 1977. године није формализовао уручивање те територије Панами. Након периода заједничке америчко–панамске контроле, године 1999. је канал преузела Панамска влада. Употребом канала сада управља и државна организација Панамска каналска управа.
Годишњи саобраћај се увећао са око 1.000 бродова 1914. године, када је канал отворен, на 14.702 пловила 2008, са укупних 333,7 милиона тона према универзалном мерном систему Панамског канала (PC/UMS). До 2012, више од 815.000 пловила је прошло кроз канал. Потребно је 11,38 сати да се прође кроз Панамски канал. Америчко друштво грађевинских инжењера је рангирало Панамски канал као једно од седам чуда модерног света.

## Историја
Први планови о прокопавању канала који би спајао ова два океана јављају се још у 16. веку. У 19. веку, када изградња канала постаје извесна, долази до сукоба два главна актера: САД и Велике Британије. У серији уговора први је склопљен 1850. (Клејтон-Булвер) на бази признања једнаких интереса и права у зони будућег канала. Уговор предвиђа неутрализацију будућег канала и слободу пловидбе како у доба мира тако и у доба рата, а као гаранти се појављују обе уговорнице.
Крајем 19. века САД се окрећу политици доминације над каналом. Правно то чине закључењем Хеј-Поунцефотковог уговора 1900. и 1901. године. Први уговор је предвиђао право САД да саме прокопају канал, регулишу пловидбу и управљају каналом на бази правила аналогних оним из Цариградске конвенције из 1888. године о Суецком каналу. Незадовољни Сенат САД је одбио ратификацију тражећи да у уговор уђе и одредба која би овлашћивала САД да у одређеним случајевима суспендују неутрализацију канала. То је учињено другим уговором из 1901. године. САД 1903. године склапају са Колумбијом уговор о концесији за градњу канала, који је одбио да ратификује Колумбијски парламент. Због тога су САД исценирале оружану побуну у Колумбијској провинцији Панами, признале Панаму за независну државу и исте године склопиле са њом уговор о изградњи и експлоатацији канала.
Канал је пуштен у саобраћај 3. августа 1914. године, скраћујући пут између Њујорка и Сан Франциска за преко 7 500 mi (800 km). На основу уговора са САД, Панама је допустила САД сталну употребу и запоседање зоне канала која обухвата ширину од 10 mi (16 km) протежући се на раздаљини од 5 mi (8,0 km) са сваке стране централне линије од пута канала, као и морски појас од 3 mi (4,8 km). Над овом зоном су САД имале суверенитет, добиле су право да у зони канала држе полицију, војне трупе, граде утврђења, чиме су се нарочито користиле током Другог светског рата. Канал је неутрализован и отворен за пролаз трговачким и ратним бродовима свих држава на бази пуне једнакости у погледу услова и пловидбених такси. То правило није поштовано у пракси. Након ступања у Први светски рат САД су забраниле пролаз непријатељским бродовима и спречавале пролаз трговачких бродова неутралних земаља који су превозили робу силама Осовине. Исто су чинили и у Другом светском рату.
Од 50-их година Панама почиње да захтева ревизију уговора са САД. Преговори вођени 1967. и 1974. године уродили су плодом и довели до закључења нових уговора који се тичу правног статуса Панамског канала. Панама и САД су 1977. године склопиле два уговора, Уговор о Панамском каналу (Основни уговор) и Уговор о трајној неутрализацији Панамског канала уз серију пропратних аката. Уговори су ступили на снагу 1979. године.
Основни уговор предвиђа да ће Панама стећи територијалну јурисдикцију у зони канала, и као територијални суверен примењивати своје кривично и грађанско законодавство. САД су до 31. октобра 1999. године задржати контролу над земљом, водом и инсталацијама, укључујући ту и војне базе, како би обезбедиле управу, пловидбу и контролу каналом. Панама ће се постепено укључивати у одбрану канала како би се до истека уговора оспособила за самосталну управу и одбрану канала.
САД су до 2000. године управу над каналом вршиле посредно, преко Комисије Панамског канала као агенције америчке владе. До 31. децембра 1999. године администратор Комисије је био амерички држављанин, а након тога панамски кога именује америчка влада на предлог Панаме.
Уговор о трајној неутрализацији и режиму панамског канала предвиђа повратак канала под суверенитет Панаме која се обавезује на неутрализацију канала са сврхом да и у време мира и у време рата и даље остане сигуран и отворен за мирни пролаз бродова свих држава под условима пуне једнакости. Гарант неутрализације Панамског канала су САД. У случају да се канал затвори или повреди статус неутрализованог подручја, САД и Панама имају право да предузму одговарајуће мере, укључујући и оружане, да се успостави стање предвиђено Уговором о неутрализацији канала.

## Градња канала
Конструкција канала је био један од највећих и најтежих инжињерских пројеката икад подузетих. Имао је огроман утјецај на бродарство између два океана, замјењујући дуги и опасан пут кроз Дрејков пролаз и рт Хорн на најјужнијем врху Јужне Америке. Брод пловећи из [Њујорк]]а за Сан Франциско кроз канал путује 9.500 km (5.900 mi) што је битно мање од 22.500 km (14.000 mi) око рта Хорн. Иако концепт канала близу Панаме сеже уназад до почетка 16. века, први покушај конструисања канала започео је 1880. године под француским водством. Након што је покушај пропао и након што је умрло 22.000 радника, пројект изградње канала су покушале и успешно завршиле Сједињене Америчке Државе у Панами почетком 1900-их, а канал је отворен 1914.
Градња 77 km (48 mi) дугог канала је била прожета проблемима, укључујући болести (посебно маларија и жута грозница) и одронима земље. До краја изградње, процењује се да је укупно 27.500 радника умрло у француским и америчким покушајима изградње. Од отварања, канал је био врло успешан и наставља да буде кључна повезница за међународни бродски превоз. Сваке године више од 14.000 бродова прође каналом, превозећи више од 205 милиона тона терета.
Канал може да прихвати бродове од малих приватних јахти па све до великих теретних бродова. Максимална величина бродова која се може користити каналом позната је под називом Panamax; а све већи број модерних бродова прелази та ограничења, те су познати као пост-панамакс бродови. Уобичајени пролазак кроз канал теретног брода траје око девет сати. У 2005. години каналом је прошло 14.011 бродова, укупног капацитета 278,8 милиона тона терета, што просечно чини готово 40 бродова на дан.

## Конструкција
Канал се састоји од седамнаест вештачких језера, неколико побољшаних вештачких канала и три комплета преводница. Додатно вештачко језеро, Алајуела језеро (за време америчке владавине познато као Маден), представља резервоар за канал. У почетку су уставе на Гатунском језеру биле 28,5 m широке. Године 1908. Америчка ратна морнарица је затражила да се уставе прошире на ширину од барем 36 m. На крају се дошло до компромисног решења од 33 метра. Свака устава је дуга 300 m те дебљине зидова у распону од 15 m на дну до 3 метра на врху.

## Накнаде
Накнаде за пролаз каналом одређују власти Панамског канала, а темеље се на типу брода, величини и врсти терета којег превози. За контејнерске бродове, накнада се процењује на основу капацитета укрцаја TEU (Twenty-foot equivalent unit), стандардног контејнера 6.1 × 2.4 × 2.6 m). Већина других типова бродова плаћа накнаду према нето тонажи, где у бити „тона“ означава запремину од 100 кубних стопа (2,8 m³).
Највиша редовна накнада за пролазак каналом датира из 30. маја 2006. за контејнерски брод Maersk Dellys, који је платио 250.000 америчких долара за пролаз. Најјефтинија накнада била је 36 центи за америчког авантуристу Ричарда Халибуртона који је препливао канал 1928. године. Просечна накнада износи око 54.000 УСД.

## Делотворност и одржавање
Опоненти Торихос-Картеровог уговора из 1977. године су се бојали да ће ефикасност и одржавање испаштати након повлачења САД из зоне Панамског канала, али то се не показује као случај, штавише, ефикасност канала се повећава под панамском контролом. Canal Waters Time (CWT), средње време које је броду потребно да прође кроз канал, укључујући чекање, те је кључни показатељ делотворности; по подацима ACP, од 2000, тај параметар је био у опсегу од 20 до 30 сати. Власти тврде да је број поморских несрећа у каналу рекордно низак, варирајући у опсегу од 10 и 30 несрећа годишње међу 14.000 пролаза годишње. Званична несрећа је она у којој се тражи и спроводи формална истрага.
Све већи обим увоза из Азије, који је раније искрцаван у лукама западне обале САД, сада пролази кроз канал на путу до Америчке источне обале. Тотални број прекоокеанских транзита се повећао са 11.725 у 2003. години до 13.233 у 2007, а пао је на 12,855 у 2009. години. (Фискална година канала траје од октобра до септембра.) То је праћено постојаним порастом просечне величине бродова и бројем панамакс бродова који пролазе кроз канал, тако да је тотална тонажа порасла од 227,9 милиона PC/UMS тона у фискалној 1999. години до тада рекордних 312,9 милиона тона 2007. године, чему је следио пад на 299,1 милиона тона 2009. године. Тонажа за фискалну 2013, 2014 и 2015 је била 320,6, 326,8 и 340,8 милиона PC/UMS тона пренесених са 13.660, 13.481 и 13.874 транзита респективно. Панамска каналска управа (ACP) је инвестирала скоро 1 америчких долара милијарду на проширење и модернизацију канала, с циљем повећања капацитета за 20%. ACP наводи бројна знатна побољшања, укључујући проширење и изравнавање Гајаровог просека ради редуковања ограничења на пролазеће бродове, продубљивање навигационог канала у Гатунском језеру чиме се умањују газне рестрикције и побољшава снабдевање водом, и продубљивање Атлантских и Пацифичких улаза у канал. То је омогућено новом опремом, као што су нови багери за бушење и усисавање, и увећањем флоте реморкера за 20%. Додатно, побољшања су направљена на каналској оперативној машинерији, укључујући повећану и побољшану флоту вучних локомотива, замену више од 16 km железничких колосека, и примену новог контролног система за машинерију преводница. Побољшање су направљена у систему управљања саобраћајем да би се омогућила ефикаснија контрола бродова у каналу.
Децембра 2010, рекордно јаке кише су узроковале затварање канала током 17 сати. То је било прво затварање од инвазије САД на Панаму из 1989. Кише су такође узроковале колапс прилазног пута за Центенарио мост.

## Будућност
Упркос повећању делотворности, очекује се да ће канал убрзо достићи свој максимални капацитет. Додатни проблем је да се пропорције великих бродова који пролазе каналом стално повећавају, што може довести до даље редукције броја пролазака, иако тонажа терета расте, тако да ће се морати предузети одређени кораци како би се повећао његов капацитет.
Очекује се да ће до 2011. године 37% светских контејнерских бродова бити превелики за данашњи канал. Максимални подношљиви капацитет садашњег канала, обзиром на неке мање поправке, се процењује на 330 и 340 милиона тона годишње, а очекује се да ће се тај капацитет достићи негде између 2009. и 2012. године. Већ данас готово 50% бродова у транзиту искориштава пуну ширину устава.

### Дипломатска и политичка историја
- Gilboa, Eytan (1995). „The Panama Invasion Revisited: Lessons for the Use of Force in the Post Cold War Era”. Political Science Quarterly. 110 (4): 539—562. JSTOR 2151883. doi:10.2307/2151883.
- ) 2009
- LaFeber, Walter (1978). The Panama Canal: the crisis in historical perspective. Oxford University Press.
- Maurer, Noel; Yu, Carlos (2010). The Big Ditch: How America Took, Ran, and Ultimately Gave Away the Panama Canal. Princeton University Press. ISBN 978-0-691-14738-3.
- Mellander, Gustavo A.The United States in Panamanian Politics: The Intriguing Formative Years. 1971. OCLC 138568.. Daville,Ill.:Interstate Publishers. .}-
- Mellander, Gustavo A.; Mellander, Nelly Maldonado (1999). Charles Edward Magoon: The Panama Years. Río Piedras, Puerto Rico: Editorial Plaza Mayor. ISBN 978-1-56328-155-6. OCLC 42970390.}-
- Sánchez, Peter M. (2007). Panama Lost? US Hegemony, Democracy and the Canal. University Press of Florida.
- Sanchez, Peter M. (2002). „The End of Hegemony? Panama and the United States”. International Journal on World Peace. 19 (3): 57—89. JSTOR 20753364.